# Ingwald
Ingwald est un prélat anglais de la première moitié du VIIIe siècle. Il est évêque de Londres d'une date inconnue entre 705 et 716 jusqu'à sa mort, en 745.

## Biographie
Le prédécesseur d'Ingwald, Waldhere, est attesté pour la dernière fois à un synode des évêques du sud de l'Angleterre tenu en 705. Ingwald n'apparaît quant à lui dans les sources qu'en 716, à l'occasion d'un autre synode organisé à Clofesho. La succession entre les deux évêques a nécessairement eu lieu entre ces deux dates, mais il est impossible d'être plus précis.
Bède le Vénérable mentionne Ingwald comme étant évêque de Londres au moment où il achève de rédiger son Histoire ecclésiastique du peuple anglais, en 731. Sa mort est datée de 745 dans le manuscrit Moore de cette chronique.